# Comme par magie
Pour plus de détails, voir Fiche technique et Distribution.
Comme par magie est un film français réalisé par Christophe Barratier et sorti en 2023.

## Synopsis

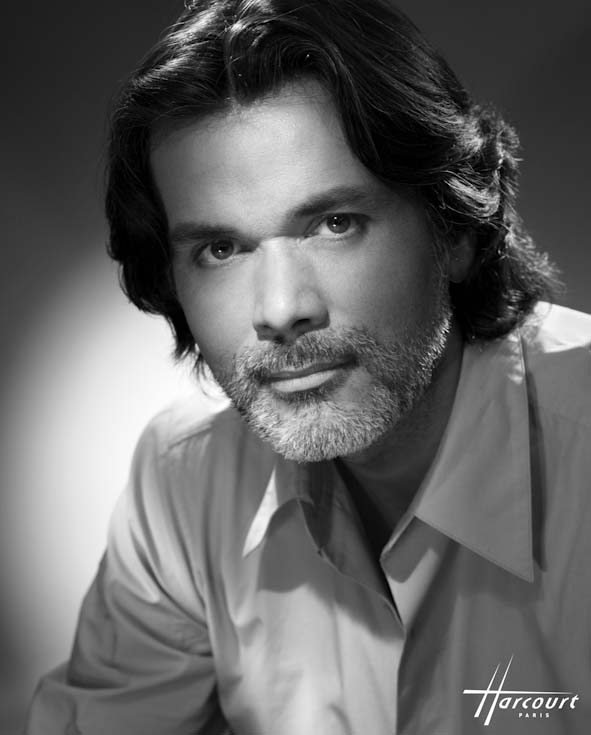
Le réalisateur Christophe Barratier.

Victor est un jeune magicien qui connait enfin le succès. Alors qu'il élève seul sa fille Lison, son beau-père Jacques intervient constamment dans l'éducation de la petite fille et n'est pas souvent d'accord avec son beau-fils. Au milieu de tout ça, Nina, une amie de longue date de Victor au fort caractère, tente de calmer le jeu.

## Fiche technique
- Titre original et francophone : Comme par magie
- Réalisation : Christophe Barratier[2],[3],[4]
- Scénario : Christophe Barratier, Serge Lamadie, Fabrice Bracq et Cyril Gelblat[2],[3],[4]
- Sociétés de production :  M.E.S Productions, Apollo Films, Orange Studio et M6 Films[2],[3]
- Société de distribution : Apollo Films et Orange Studio[2],[3],[4]
- Budget : 6,1 millions d'euros
- Pays de production :  France
- Langue originale : français
- Durée : 93 minutes
- Format : couleur
- Genre : comédie dramatique
- Date de sortie :
  - France : 28 juin 2023 (festival cinéma & musique de La Baule)
  - France : 15 novembre 2023

## Distribution
- Gérard Jugnot : Jacques
- Kev Adams : Victor
- Claire Chust : Nina
- Laurent Maurel : Aldo
- Claudette Walker : Madame Choisel
- Charlotte des Georges : Sylvie
- Rafaela Jirkovsky : Margot
- Roxane Fomberteau : Muriel
- Alma Cordier : Lison

## Production

### Genèse et développement
Le scénario du film est de la main de Christophe Barratier, Serge Lamadie, Fabrice Bracq et Cyril Gelblat, et la réalisation est assurée par Christophe Barratier,,.
Le film est une coproduction de M.E.S Productions, Apollo Films, Orange Studio et M6 Films, avec la participation d'OCS, Disney+, M6 et W9 ainsi que le soutien de la région Pays de la Loire,.
Selon la production, le film sortira fin 2023 et des avant-premières seront organisées dans les villes où le film a été tourné.

### Attribution des rôles
Pour le réalisateur Christophe Barratier, qui a des films comme Les Choristes, Faubourg 36, La Nouvelle Guerre des boutons et Le Temps des secrets à son actif, « le choix d'acteurs réputés comme "drôles" est une sélection que j'assume. Je pense que le spectateur sera bluffé par les émotions qu'ils dégagent ».

### Tournage
Le tournage du film se déroule à partir du 19 septembre 2022 en Brière ainsi qu'à La Baule, Le Croisic, Nantes et Paris,,.
Des scènes sont tournées sur le pont Saint-Mihiel à Nantes et à la clinique Jules-Verne de cette même ville, avec des professionnels de la clinique parmi les figurants. Certaines scenes ont aussi été tournées dans les quartiers de l'Ile Versailles à Nantes, Village de Bellevue - Sainte-Luce-sur-Loire
D'autres scènes ont été tournées à La Chapelle-des-Marais dans le marais de la Brière où Christophe Barratier a choisi de tourner les premières scènes du film : « C'est un endroit comme je l'avais imaginé. Marin, plein de poésie et de calme. Je retrouve un peu l'ambiance champêtre du film Le Temps des secrets ou La Nouvelle Guerre des boutons. Je savais qu'en choisissant ces lieux, je ne serais pas déçu ». Gérard Jugnot, qui joue le rôle de Jacques, dit de cet endroit : « Les scènes tournées ici me renvoient quelques années en arrière car j'ai déjà tourné à Guérande et à La Baule. J'aime bien ces endroits, ils ont une âme ».
L'actrice Claire Chust déclare : « Je suis heureuse de cette aventure. L'équipe du tournage est vraiment agréable et bienveillante. Je suis originaire de Paris et je ne connaissais pas du tout ce coin-là : les canaux de la Brière, le port du Croisic… J'ai trouvé cette ambiance et ces lieux assez magiques ».

## Accueil

### Box office
Le film sort le 15 novembre dans 442 salles. Il réalise 15 009 entrées pour sa première journée, soit l’un des moins bons démarrages pour un film de Christophe Barratier.
La première semaine d’exploitation cumule seulement 101 739 entrées. 56 562 entrées supplémentaires et 44 % de baisse de fréquentation marquent la deuxième semaines en salles. Après trois semaines, le film cumule seulement 187 381 entrées.
Son exploitation en salles s’arrête après seulement 4 semaines.